# Gouvernement Netanyahou III
État d'Israël
Netanyahou II Netanyahou IV
Le troisième gouvernement Netanyahou (le 33e gouvernement de l'État d'Israël), formé après les élections législatives de 2013, est composé de 22 ministres et de 8 ministres délégués, qui ont prêté serment devant la Knesset le 18 mars 2013.

## Historique et coalition
Ce gouvernement est dirigé par le Premier ministre sortant national-conservateur Benyamin Netanyahou. Il est constitué et soutenu par une coalition entre le Likoud, Israel Beytenou, Hatnuah, Yesh Atid et Le Foyer juif. Ensemble, ils disposent de 68 députés sur 120, soit 56,7 % des sièges de la Knesset.
Il est formé à la suite des élections législatives anticipées du 22 janvier 2013. Il succède au second gouvernement Netanyahou, formé autour d'une coalition proche.

### Formation
Le gouvernement Netanyahou est une coalition de plusieurs partis rassemblant : un parti de droite, le Likoud et deux partis d'extrême droite, Israel Beytenou et le Foyer juif, ainsi que deux formations centristes, Hatnuah et Yesh Atid. Les ministères majeurs de la Défense et de l'Intérieur sont aux mains du Likoud, parti du premier ministre, tandis que le ministère de la Justice échoit à Tzipi Livni, qui sera donc responsable des négociations de paix entre Israéliens et Palestiniens. Dans le même temps, le parti Foyer juif, connu pour être pro-colonisation et nationaliste, prend le contrôle d'un portefeuille particulièrement important, étant donné qu'il supervise les installations des colons, le ministère du Logement.
Après avoir été acquitté dans une affaire de fraude et d'abus de confiance l'ancien ministre des affaires étrangères, Avigdor Liberman, a pu retrouver son poste au sein du gouvernement israélien le 11 novembre 2013.
En juillet 2014, Israel Beytenou quitte l'alliance avec le Likoud, tout en restant dans la coalition gouvernementale ; il reprend ainsi sa liberté de vote au Parlement.

### Dissolution
Après la démission d'Amir Peretz, alors ministre de la protection environnementale, le 9 novembre 2014, deux autres ministres ont également quitté le gouvernement Netanyahou. Ainsi, Tzipi Livni, la ministre de la Justice, et Yaïr Lapid, le ministre des Finances, ont été limogés le 2 décembre 2014 par le Premier ministre après que ces derniers se soient opposés à plusieurs reprises à la politique gouvernementale de la coalition et notamment au projet de réforme de la constitution israélienne consistant à définir Israël comme État juif.

## Composition
| Image              | Portefeuille | Nom | Nom                                                    | Parti           |
| ------------------ | --- | --- | ------------------------------------------------------ | --------------- |
|                    | Premier ministre Ministre des Affaires étrangères (jusqu'au 11/11/2013)                                                          |     | Benyamin Netanyahou                                    | Likoud          |
| Avigdor Lieberman  | Ministre des Affaires étrangères                                                                                                 |     | Avigdor Liberman (à partir du 11/11/2013)              | Israel Beytenou |
| Yair Shamir        | Ministre de l'Agriculture et du Développement Rural                                                                              |     | Yair Shamir                                            | Israel Beytenou |
| Gilad Erdan        | Ministre des Communications Ministre de la Défense intérieure (jusqu'au 30/06/2014)                                              |     | Guilad Erdan (jusqu'au 05/11/2014) Benyamin Netanyahou | Likoud          |
| Limor Livnat       | Ministre de la Culture et du Sport                                                                                               |     | Limor Livnat                                           | Likoud          |
| Moshe Ya'alon      | Ministre de la Défense |     | Moshe Ya'alon                                          | Likoud          |
| Silvan Shalom      | Ministre pour le Développement du Néguev et de la Galilée Ministre de l'Eau et de l'Énergie Ministre de la Coopération régionale |     | Silvan Shalom                                          | Likoud          |
| Shai Piron         | Ministre de l'Éducation |     | Shai Piron                                             | Yesh Atid       |
|                    | Ministre de la Protection environnementale                                                                                       |     | Amir Peretz                                            | Hatnuah         |
|                    | Ministre des Finances |     | Yair Lapid (jusqu'au 02/12/2014)                       | Yesh Atid       |
|                    | Ministre des Finances |     | Benyamin Netanyahou a.i.                               | Likoud          |
| Yael German        | Ministre de la Santé |     | Yael German                                            | Yesh Atid       |
| Uri Ariel          | Ministre du Logement et de la Construction                                                                                       |     | Uri Ariel                                              | Le Foyer juif   |
| Sofa Landver       | Ministre de l'Intégration |     | Sofa Landver                                           | Israel Beytenou |
|                    | Ministre de l'Industrie, du Commerce et de l'Emploi Ministre des Affaires religieuses                                            |     | Naftali Bennett                                        | Le Foyer juif   |
| Gideon Sa'ar       | Ministre de l'Intérieur |     | Gideon Sa'ar (jusqu'au 05/11/2014) Guilad Erdan        | Likoud          |
|                    | Ministre de l'Intérieur |     | Gideon Sa'ar (jusqu'au 05/11/2014) Guilad Erdan        | Likoud          |
| Yuval Steinitz     | Ministre du Renseignement Ministre des Relations internationales Ministre des Affaires stratégiques                              |     | Yuval Steinitz                                         | Likoud          |
|                    | Ministre de la Justice |     | Tzipi Livni                                            | Hatnuah         |
| Uri Orbakh         | Ministre des Retraités |     | Uri Orbach (décédé le 16/02/2015)                      | Le Foyer juif   |
|                    | Ministre des Retraités |     | Benyamin Netanyahou a.i.                               | Likoud          |
|                    | Ministre de la Sécurité publique                                                                                                 |     | Yitzhak Aharonovich                                    | Israel Beytenou |
| Yaakov Peri        | Ministre de la Science et de la Technologie                                                                                      |     | Yaakov Peri                                            | Yesh Atid       |
| Uzi Landau         | Ministre du Tourisme |     | Uzi Landau                                             | Israel Beytenou |
| Yisrael Katz       | Ministre des Transports, des Infrastructures nationales et de la Sécurité routière                                               |     | Israël Katz                                            | Likoud          |
| Meir Cohen         | Ministre du Bien-être et des Services publics                                                                                    |     | Meir Cohen                                             | Yesh Atid       |
| Danny Danon        | Ministre délégué à la Défense |     | Danny Danon                                            | Likoud          |
| Avi Wortzman       | Ministre délégué à l'Éducation                                                                                                   |     | Avi Wortzman                                           | Le Foyer juif   |
| Mickey Levy        | Ministre délégué aux Finances |     | Mickey Levy                                            | Yesh Atid       |
| Ze'ev Elkin        | Ministre délégué aux Affaires étrangères                                                                                         |     | Ze'ev Elkin                                            | Likoud          |
| Faina Kirschenbaum | Ministre déléguée à l'Intérieur                                                                                                  |     | Faina Kirschenbaum                                     | Israel Beytenou |
| Ofir Akunis        | Ministre délégué au Premier ministre et aux relations avec le Parlement                                                          |     | Ofir Akunis                                            | Likoud          |
| Eli Ben-Dahan      | Ministre délégué aux Affaires religieuses                                                                                        |     | Eli Ben-Dahan                                          | Le Foyer juif   |
| Tzipi Hotovely     | Ministre déléguée aux Transports, aux Infrastructures nationales et à la Sécurité routière                                       |     | Tzipi Hotovely                                         | Likoud          |